# Lijst van voetbalinterlands Kosovo - Nederland (vrouwen)
Deze lijst van voetbalinterlands is een overzicht van alle voetbalwedstrijden tussen de nationale vrouwenteams van Kosovo en Nederland. Kosovo en Nederland hebben twee keer tegen elkaar gespeeld. Het eerste duel werd gespeeld op 27 oktober 2020 in Pristina. Het tweede duel op 1 december van dat jaar in Breda.

## Wedstrijden
| № | Plaats   | Datum           | Competitie           | Wedstrijd          | Uitslag |
| - | -------- | --------------- | -------------------- | ------------------ | ------- |
| 1 | Pristina | 27 oktober 2020 | EK 2021 kwalificatie | Kosovo − Nederland | 0 − 6   |
| 2 | Breda    | 1 december 2020 | EK 2021 kwalificatie | Nederland − Kosovo | 6 − 0   |

## Samenvatting
| Competitie      | Totaal gespeeld | Winst Kosovo | Gelijk | Winst Nederland | Doelsaldo Kosovo – Nederland |
| --------------- | --------------- | ------------ | ------ | --------------- | ---------------------------- |
| EK-kwalificatie | 2               | 0            | 0      | 2               | 0 − 12                       |
| Totaal          | 2               | 0            | 0      | 2               | 0 − 12                       |

KNVB ·
A-internationals ·
Bondscoaches ·
Topscorers ·
Jong OranjeLeeuwinnen ·
Vrouwen U20 ·
Vrouwen U19 ·
Vrouwen U18 ·
Vrouwen U17 ·
Vrouwen U16 ·
Vrouwen U15

EK-wedstrijden vrouwen ·
WK-wedstrijden vrouwen ·
Resultaten vrouwen kwalificaties en eindronden
1971 – 1979 ·
1980 – 1989 ·
1990 – 1999 ·
2000 – 2009 ·
2010 – 2019 ·
2020 – 2029
EK 2009 ·
EK 2013 ·
WK 2015 · 
EK 2017 · 
WK 2019 · 
OS 2020 · 
EK 2022 · 
WK 2023
Albanië ·
Australië ·
België ·
Brazilië ·
Canada ·
Chili ·
China ·
Costa Rica ·
Cyprus ·
Denemarken ·
Duitsland ·
Engeland ·
Estland ·
Finland ·
Frankrijk ·
GOS ·
Griekenland ·
Hongarije ·
Ierland ·
IJsland ·
Indonesië ·
Israël ·
Italië ·
Ivoorkust ·
Japan ·
Kameroen ·
Kosovo ·
Kroatië ·
Mexico ·
Nieuw-Zeeland ·
Nigeria ·
Noord-Ierland ·
Noord-Korea ·
Noord-Macedonië ·
Noorwegen ·
Oekraïne ·
Oostenrijk ·
Polen ·
Portugal ·
Roemenië ·
Rusland ·
Schotland ·
Servië ·
Slovenië ·
Slowakije ·
Spanje ·
Thailand ·
Tsjechië ·
Turkije ·
Verenigde Staten ·
Vietnam ·
Wales ·
Wit-Rusland ·
Zambia ·
Zuid-Afrika ·
Zweden ·
Zwitserland
Denemarken (2017) ·
Verenigde Staten (2019)